# Église Saint-Martin de Puiselet-le-Marais
L'église Saint-Martin de Puiselet-le-Marais est une église paroissiale catholique, dédiée à saint Martin, située dans la commune française de Puiselet-le-Marais et le département de l'Essonne.

## Historique
La construction de l'église date du XIe siècle.
Le clocher, le collatéral et la chapelle datent du XIIe siècle.
La charpente de la nef est refaite au XVIIe siècle ou XVIIIe siècle.
Depuis un arrêté du 31 octobre 1912, l'église est classée au titre des monuments historiques.
En 1949 des fresques du XIIIe siècle sont redécouvertes.

## Pour approfondir